# 수프 키친

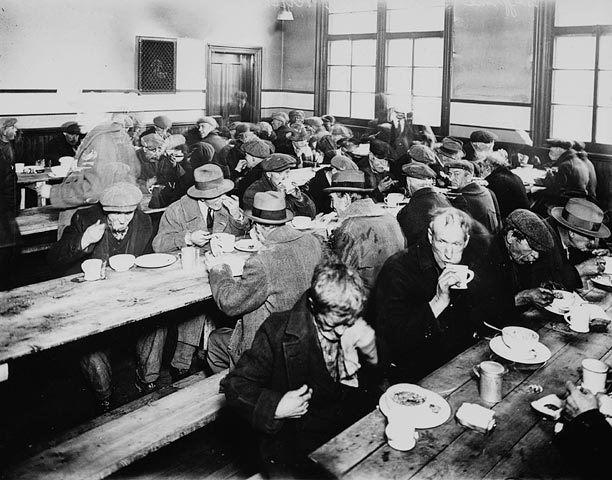
1931년의 캐나다 몬트리올 퀘벡의 수프 키친

수프 키친(soup kitchen), 푸드 키친(food kitchen)은 배고픈 사람들에게 음식을 일반적으로 무료로 또는 때로는 시장 가격보다 낮은 가격(예: 방문 시 동전 기부 등)으로 제공하는 장소이다. 무료로 제공될 때에는 무료 급식소라는 용어를 사용할 수 있다. 주로 저소득층 지역에 위치한 수프 키친에는 교회나 지역 사회 단체와 같은 자원 봉사 단체가 직원을 배치하는 경우가 많다. 수프 키친은 때때로 푸드 뱅크에서 무료로 또는 저렴한 가격으로 음식을 얻는다. 왜냐하면 자선 단체로 간주되어 서비스가 필요한 많은 사람들에게 더 쉽게 음식을 공급할 수 있기 때문이다.
많은 역사적이고 현대적인 수프 키친에서는 수프만 제공하거나 빵과 함께 수프만 제공한다. 그러나 스스로를 "수프 키친"이라고 부르는 다른 시설도 더 다양한 음식을 제공하므로 사회과학자들은 때때로 급식소나 식사 센터와 같이 보다 다양하고 따뜻한 식사를 제공하는 유사한 기아 구호 기관과 함께 이에 대해 논의한다.
사회는 수천 년 동안 배고픈 사람들과 음식을 공유하기 위해 다양한 방법을 사용해 왔지만, 현대적 의미에서 최초의 수프 키친은 18세기 후반에 등장했을 수도 있다. 19세기 후반까지 이 키친들은 미국과 유럽의 여러 도시에 위치했다. 미국과 기타 지역에서는 20세기, 특히 대공황 기간에 더욱 두드러졌다. 제2차 세계대전 직후 경제 상황이 많이 개선되면서 수프 키친은 적어도 선진국에서는 덜 널리 사용되었다.
21세기에는 2006년 후반에 시작된 식품 가격의 지속적인 전 세계적 상승에 따라 미국과 유럽 모두에서 수프 키친의 사용이 확대되었다. 대불황으로 인해 경제 상황이 악화되기 시작하면서 해당 서비스에 대한 수요도 증가했다. 더 낮은 소득으로. 영국과 유럽의 대부분 지역에서는 2010년부터 긴축 기반 경제 정책이 도입된 이후 수요가 더욱 증가했다. 예를 들어, 영국의 빈곤 사회 복지사인 엠마 미들턴(Emma Middleton)은 2017년에 영국의 긴급 식량 지원 상황과 필요성이 다음과 같이 말했다. 생활비가 상승하고 기존 안전망이 사라지면서 지난 15년 동안 크게 변했다. 다음의 말을 덧붙였다. "[이 작업의] 처음 몇 년 동안은 식량 빈곤이 문제가 되지 않았다. 수프 키친과 교회는 이를 감당할 수 있었다. 그리고 주로 노숙자였다. 그런 가족은 본 적이 없다. 지금 우리가 보고 있는 것은 끊임없는 식량 빈곤의 흐름이다."

## 같이 보기
- 배고픔
- 노숙인
- 소득 분배
- 보편적 기본소득
- 복지
- 인권
- 전국복지권기구
- 지니 계수
- 자선 가게
- 프리거니즘
- 푸드뱅크
- 난민
- 난민 수용소
- 인민공사